# Sidney Kamerzin

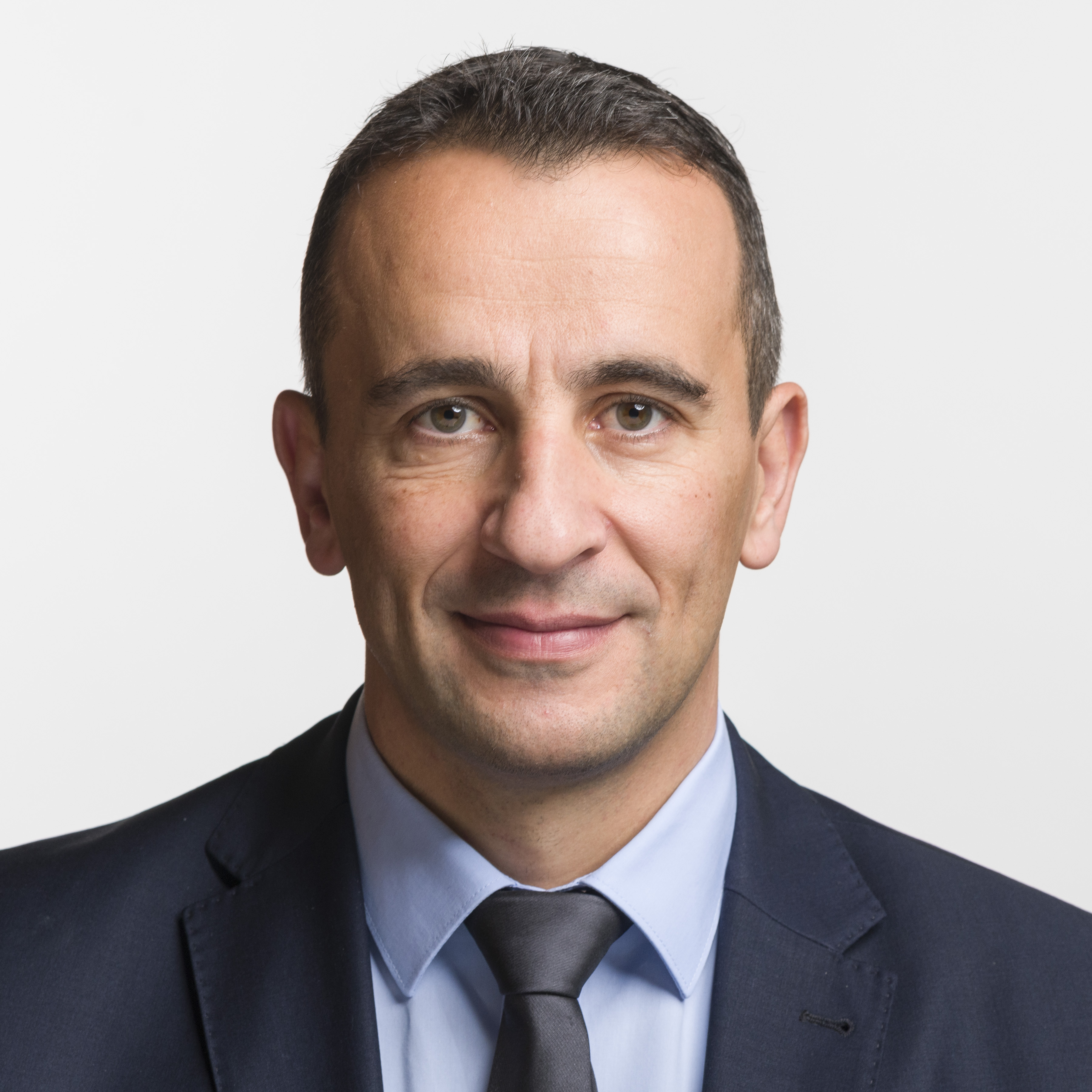

Sidney Kamerzin (* 19. März 1975 in Sierre, Kanton Wallis) ist ein Schweizer Politiker (Die Mitte, vormals CVP). Seit 2019 ist er Nationalrat.
Er studierte Rechtswissenschaften an der Universität Freiburg im Üe., wo er 1999 sein Diplom und 2003 seinen Doktortitel erwarb. Nachdem er 2005 sein Notariatsdiplom und 2006 sein Anwaltsexamen bestanden hatte, eröffnete er seine eigene Kanzlei in Sierre.
In der Armee hat er den Rang eines Hauptmanns.